# Полоса движения

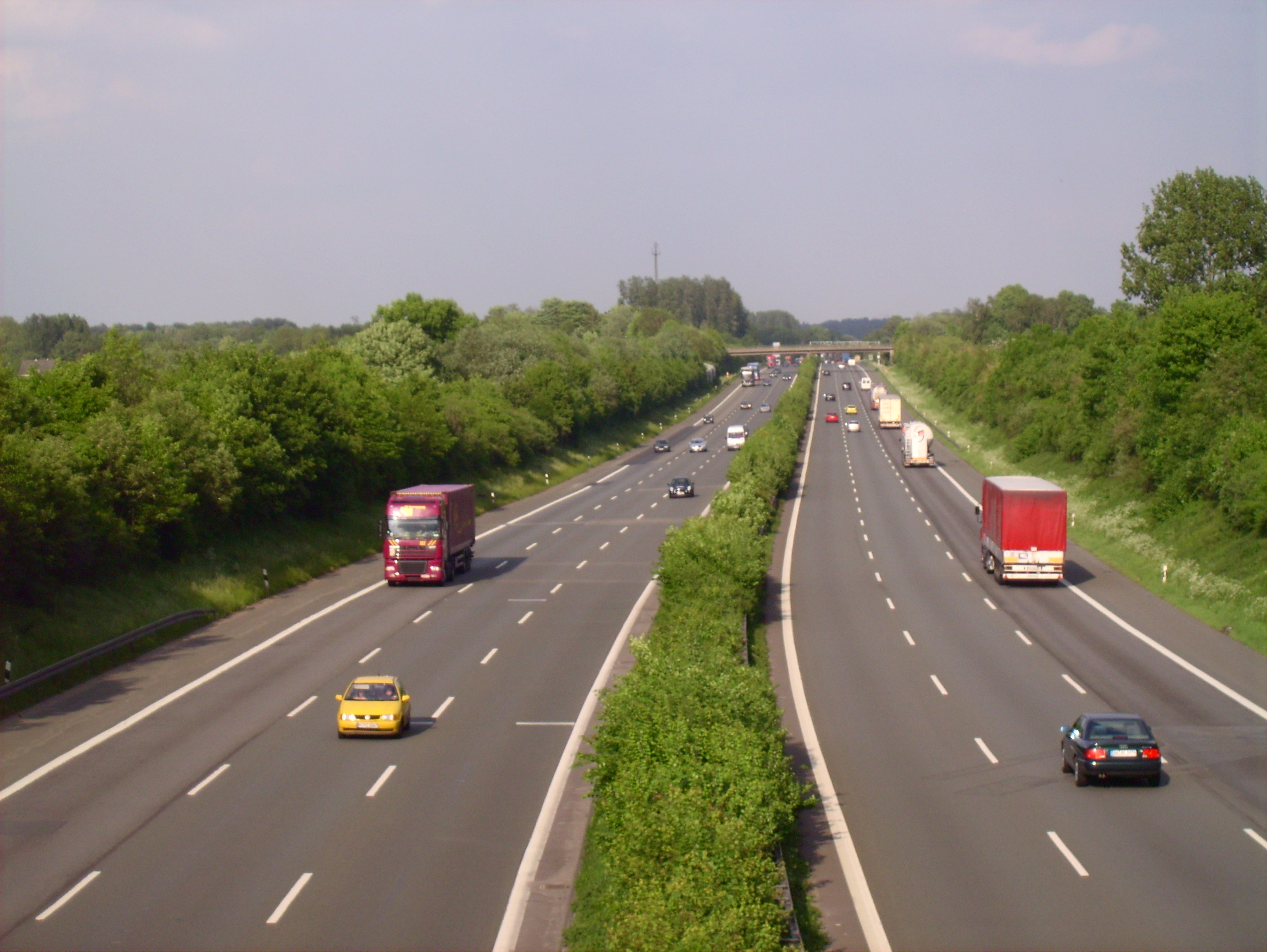
Полосы движения на автомагистрали в ФРГ.

Полоса движения — продольный участок проезжей части автомобильной дороги, шириной достаточной для движения транспортных средств (автомобилей, автобусов и так далее) в один ряд.
Полоса движения может быть обозначена дорожной разметкой. В этом случае ширину полосы движения принимают с учётом категорий автодорог согласно требованиям действующих строительных норм и правил, того или иного государства. Ширину полосы движения определяют по расстоянию между осями линий горизонтальной дорожной разметки, обозначающих её границы.
Самая распространённая ширина полос движения в России — 3,75 метра. Она сохранилась со времён, когда люфт рулей грузовиков достигал 25 градусов, гидроусилением они в основном не оснащались, а тормозные усилия на разных колёсах сильно различались. В городах Западной Европы делают полосы шириной 3,0 — 3,25 метра и у́же.

## Категории автомобильных дорог
Автомобильные дороги делятся на пять категорий. Дороги первой категории подразделяются на три подкатегории: IA, IБ, IВ. Дорога IA — автомагистраль, IБ — скоростная дорога. И так на уменьшение. На дорогах первой и второй категорий ширина полосы движения (улиц общегородского движения) составляет 3750 мм (3,75 метра, 12,5 фут). Третьей категории (улиц районого движения) — 3500 мм (3,50 метра, 11,5 фут), четвёртой (улицы местного движения) — 3000 мм (3 метра, 10 фут). На дорогах пятой категории всего одна полоса (иногда две) движения, ширина которой должна быть не менее 4500 мм (4,5 метра, 15 фут).
Допускается уменьшать ширину полосы, предназначенной для движения легковых автомобилей, до 2,75 метра (9 фут) при условии введения необходимых ограничений режима движения. (ГОСТ Р 52289-2004 п 6.1.3)
Дорожная разметка может выполняться различными материалами: краской, термопластиком, холодным пластиком, полимерными лентами, штучными формами, световозвращателями и тому подобное. Разметка не должна выступать над проезжей частью более чем на 6 мм (0,25 дюйм). Световозвращатели (катафоты), используемые для оптической ориентации водителя в сочетании с линиями горизонтальной разметки или самостоятельно, не должны возвышаться более чем на 15 мм (0,6 дюйм) над проезжей частью.
Согласно Правилам, если полосы движения не выделены дорожной разметкой или не обозначены дорожными знаками, то водители должны сами — с учетом ширины проезжей части, габаритов транспортных средств и необходимых интервалов между ними — определить количество полос движения.

## Виды полос движения
Обычно по полосе организуется постоянное движение транспортных средств в одном направлении. Но есть и другие:
- полоса, направление движения по которой может изменяться на противоположное, так называемые реверсивные. Направление движения на таких полосах регулируется реверсивными светофорами.
- и даже полоса, используемая для движения в обоих направлениях. На среднюю полосу на трёхполосной дороге с двусторонним движением разрешается выезжать с обоих направлений. Но только для обгона, объезда, поворота налево или разворота.

Существуют полосы особого назначения:
- переходно-скоростные полосы:
  - полоса разгона
  - полоса торможения
- дополнительная полоса на подъём
- полоса для аварийной остановки на крутом спуске

Отсчёт полосы движения обычно происходит начиная от обочины. Для большинства стран с правосторонним движением первой полосой считается крайняя правая.
Выделенная полоса движения
Для общественного транспорта и тому подобное.